# Cuchumbaya (distrito)
O distrito peruano de Cuchumbaya  é um dos 6 distritos da Província de Mariscal Nieto, situada no Departamento de Moquegua, pertenecente a Região Moquegua, Peru

## Transporte
O distrito de Cuchumbaya é servido pela seguinte rodovia:
- MO-102, que liga o distrito de Carumas à cidade de Torata [1][2][3]